# صموئيل تيري
صموئيل تيري (بالإنجليزية: Samuel Terry)‏ هو سياسي أسترالي، ولد في 9 أبريل 1833 في أستراليا، وتوفي في 21 سبتمبر 1887. انتخب عضو الجمعية التشريعية نيو ساوث ويلز عن دائرة Electoral district of Mudgee ‏ (1859 – 1869).